# Kazimierz Karolczak (polityk)
Kazimierz Karolczak (ur. 13 lutego 1974 we Wschowie) – polski polityk, samorządowiec. W latach 1998–2010 pełniący liczne funkcje w spółkach prawa handlowego; od 2013 do 2017 członek zarządu województwa śląskiego, w latach 2013–2014 jego wicemarszałek, od 2017 przewodniczący zarządu Górnośląsko-Zagłębiowskiej Metropolii.

## Życiorys
Ukończył studia na Wydziale Techniki Uniwersytetu Śląskiego w Katowicach (zostając specjalistą ds. ochrony patentowej) i Studia Podyplomowe Menadżerskie oparte na strukturze MBA w Szkole Głównej Handlowej w Warszawie. Od 1998 do 2003 prowadził działalność gospodarczą. W 2003 założył Worker sp. z o.o., której był właścicielem i prezesem zarządu. W 2007 sprzedał udziały włoskiej Gi Group i do 2010 pełnił funkcję członka zarządu. Tworzył jedną z pierwszych w Polsce agencji zatrudnienia. Od 2005 był przez kilka lat wiceprezesem Stowarzyszenia Agencji Zatrudnienia.
W 2000 przystąpił do Sojuszu Lewicy Demokratycznej. Był wiceszefem partii w Sosnowcu, członkiem krajowego komitetu wykonawczego oraz sekretarzem śląskiej rady wojewódzkiej. 28 marca 2011 został wybrany na skarbnika i zastępcę sekretarza generalnego Sojuszu. W tym samym roku bez powodzenia kandydował do Sejmu, otwierając okręgową listę SLD.
27 grudnia 2013 został wicemarszałkiem województwa śląskiego. W 2014 ustąpił z funkcji skarbnika SLD i uzyskał mandat radnego sejmiku śląskiego. Ponownie zasiadł w zarządzie województwa (tym razem nie obejmując funkcji wicemarszałka). W styczniu 2015 zawiesił swoje członkostwo w SLD, a pod koniec maja tego samego roku wystąpił z partii (w sejmiku pozostał w klubie SLD Lewica Razem). Miesiąc później zaangażował się w tworzenie nowej partii Biało-Czerwoni, jednak wkrótce z niej wystąpił. W lutym 2016 został członkiem założycielem lewicowego stowarzyszenia Inicjatywa Polska, zasiadł w jego zarządzie. Zrezygnował z członkostwa w stowarzyszeniu w 2017. 
12 września 2017 został przez zgromadzenie prezydentów, burmistrzów oraz wójtów miast i gmin wchodzących w skład Górnośląsko-Zagłębiowskiej Metropolii wybrany na przewodniczącego zarządu metropolii na obszarze Górnego Śląska i Zagłębia Dąbrowskiego – pierwszego związku metropolitalnego w Polsce. W związku z tym złożył mandat radnego sejmiku oraz ustąpił z funkcji członka zarządu województwa.